# 59 segundos
 (janvier 2010).
Si vous disposez d'ouvrages ou d'articles de référence ou si vous connaissez des sites web de qualité traitant du thème abordé ici, merci de compléter l'article en donnant les références utiles à sa vérifiabilité et en les liant à la section « Notes et références ».
59 segundos (59 secondes en français) était une émission de débat politique et d'actualité de la télévision publique espagnole, émise par La 1 depuis l'aula magna de la faculté de biologie de l'université de Barcelone. 
Sa caractéristique principale est d'avoir une table avec des microphones qui se rétractent automatiquement après 59 secondes d'activité, ce qui oblige les participants à ajuster leur intervention à ce délai.

## Histoire
59" commence son parcours en octobre 2004, comme signe du changement de la politique interne de RTVE, promu par la directrice du groupe, Carmen Caffarel. Le but était de ramener le débat à la télévision. Même si TVE avait eu des programmes de débat politique, il y avait longtemps que ces émissions n'occupaient plus d'espace dans la grille de programmation.
L'émission 59" fut confiée à une grande entreprise : Globomedia. Emilio Aragón était un de ses fondateurs, et TVE avait eu depuis toujours des bonnes relations avec la famille, spécialement avec le père d'Emilio, Miliki. Cette décision provoquera la protestation d'une partie des travailleurs du groupe, habitués à un système de production propre, et qui considéraient qu'une émission comme celle-là devrait être réalisée en sa totalité par les responsables de la chaîne publique.
À ses débuts, 59" avait beaucoup d'invités provenant du monde politique, et dans le cadre d'une émission, le Président du Gouvernement, alors José Luis Rodríguez Zapatero, fut convié à l'émission. D'autres ministres, ainsi que des grandes personnalités des partis politiques, sont allés a 59".  Mais la réticence de beaucoup d'hommes politiques à être questionnés à la télévision, et le peu de tradition de participation dans ces émissions, ont fait que la chaîne a donné la priorité aux journalistes politiques, même après avoir supprimé la limitation de 59 secondes aux politiciens.
Dans ce contexte, l'émission a été mise à mal par le veto du PP, qui, à partir de juin 2005, a décidé de ne plus participer. Leur raison était, qu'à leur avis, on manipulait l'information en faveur des intérêts du gouvernement. Malgré ce veto, quelques membres du parti ont tout de même participé à l'émission depuis cette date, tel que les porte-paroles du Parlement.
Mamen Mendizábal a été la première présentatrice de l'émission. Elle a abandonné le groupe public en 2006, et a été remplacée par Ana Pastor, issue de Radio Nacional de España (RNE), qui à son tour fut remplacée par María Casado.

## Format
À l'origine, 59" était tournée dans l'Aula Magna de la Faculté de Droit de l'Université complutense de Madrid, choisi par sa similitude avec le Congrès des députés, le parlement espagnol. 
Au centre du plateau, il y a une table qui accueille six journalistes et des spécialistes en plus du modérateur. Il y a normalement une personne proche des positions du Parti socialiste et une autre au PP. Le reste des invités est réparti entre droite et gauche plus ou moins modéré, avec des avis très différents sur des sujets récurrents, tels que le nationalisme, la morale individuelle, la politique sociale, etc.
Le noyau de l'émission sont les microphones qui se cachent. Les invités, en principe, doivent limiter leur intervention a cinquante-neuf secondes. Après ce délai, le microphone se cache et empêche que sa voix soit entendue. L'animatrice modère le débat et est chargée de donner la parole aux participants. Ce système garantit que toutes les opinions peuvent être entendues sans besoin d'élever la voix, caractéristique habituelle de nombreux débats.
L'émission, sans publicité, dure entre 75 et 90 minutes. Elle a plusieurs sujets, lesquels sont complétés par des reportages ou des videos préparés avant l'émission. À ses débuts, l'émission accueillait quelques gags humoristiques, mais ils ont disparu parce qu'ils n'allaient avec l'esprit de l'émission.

## Horaire
59" était une émission hebdomadaire diffusée à partir de 23 heures ou minuit, sur La 1. L'émission a changé plusieurs fois de jour de diffusion.

## Versions
59" existe en deux versions: 59 segons, en catalan, dédiée a la Catalogne et animée par Cristina Puig; et 59" Canarias, version pour les Îles Canaries, animée par Fátima Hernández. Ces deux versions sont diffusées par La 2, dans la nuit du mardi.